# Robert Miles (Literaturwissenschaftler)
Robert Miles (geboren am 18. Oktober 1953) ist ein britischer Literaturwissenschaftler.

## Leben
Robert Miles studierte an der Simon Fraser University (BA), in London (MA) und wurde in Sheffield promoviert. Er lehrte am Sheffield City Polytechnic, an der University of Stirling und an der Sheffield Hallam University. Er erhielt 2013 einen Ruf an die University of Victoria in Kanada.
Miles’ Schwerpunkt ist die englische Literaturgeschichte des 18. und 19. Jahrhunderts und der Schauerroman der Gothic-Literatur. Er war Präsident der International Gothic Association.

## Schriften (Auswahl)

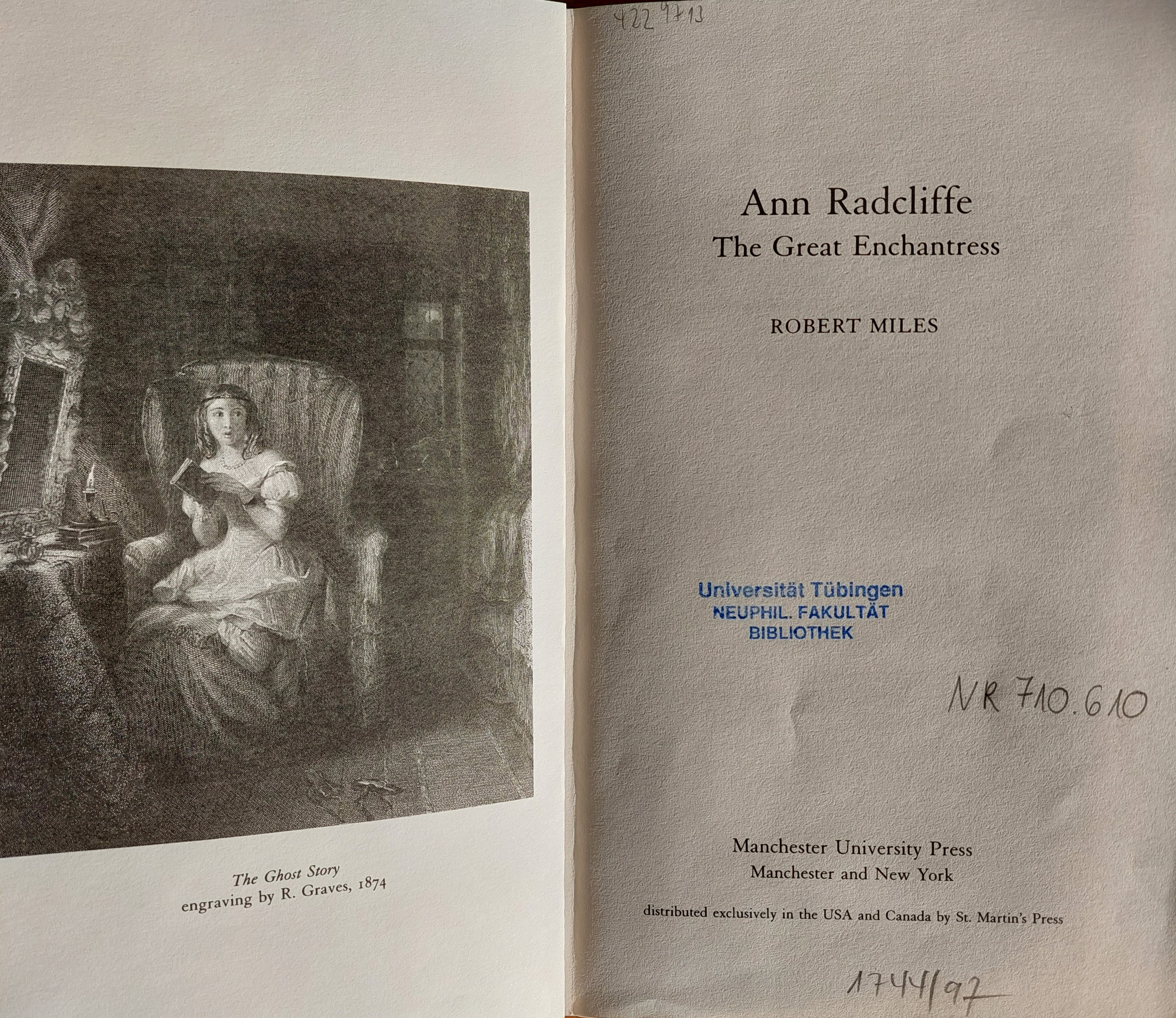
Ann Radcliffe 1995, das Frontispiz ist von Robert Graves

- Moira Monteith, Robert Miles: Teaching creative writing : theory and practice. Buckingham : Open University Press, 1992
- Gothic Writing, 1750–1820 : a genealogy. London : Routledge, 1993
- Ann Radcliffe : the great enchantress. Manchester : Manchester University Press, 1995
- Jane Austen : Writers and their Work. Northcote House, 2003
- (Hrsg.): Gothic Technologies: Visuality in the Romantic Era, 2005
- Romantic misfits. Basingstoke : Palgrave Macmillan, 2008
- E. J. Clery, Robert Miles: Gothic documents : a sourcebook, 1700–1820. Manchester : Manchester University Press, 2017
- Jerrold E. Hogle, Robert Miles: The Gothic and theory : an Edinburgh companion. Edinburgh : Edinburgh University Press, 2020